# Bravely you
《Bravely you》(브레이블리 유)는 일본의 노래 제목이다.

## 노래 활용
이 노래는 2015년도 한일 동시방영 애니메이션인 샤를로트의 오프닝으로 활용되었다.

## 부른이
일본 여성 가수 Lia가 부른 노래이다.

## 참조
- Bravely you - 애니플러스 유투브